# اندوپپتیداز سی۳۰
اندوپپتیداز سی۳۰ (به انگلیسی: C30 Endopeptidase) که با نام پروتئیناز شبه سی۳ (3CLpro) هم شناخته می‌شود، به خانواده‌ای از آنزیم‌ها گفته می‌شود که در پلی‌پروتئین‌های کروناویروس‌ها یافت می‌شود. این آنزیم، پلی‌پروتئین‌های مذکور را در دو نقطه شکافته و تجزیه می‌کند. این آنزیم در واقع نوعی سیستئین پروتئاز است که در کروناویروس‌ها، یک نوع پروتئین غیر ساختاری محسوب می‌شود.

## برای مطالعهٔ بیشتر
- Chuck, Chi-Pang; Chow, Hak-Fun; Wan, David Chi-Cheong; Wong, Kam-Bo; Poon, Leo L. M. (2 November 2011). "Profiling of Substrate Specificities of 3C-Like Proteases from Group 1, 2a, 2b, and 3 Coronaviruses". PLoS ONE. 6 (11): e27228. Bibcode:2011PLoSO...627228C. doi:10.1371/journal.pone.0027228. PMC 3206940. PMID 22073294.